# Großer Preis von Deutschland 1962
Der Große Preis von Deutschland 1962 (offiziell XXIV Großer Preis von Deutschland) fand am 5. August auf dem Nürburgring in Nürburg statt und war das sechste Rennen der Automobil-Weltmeisterschaft 1962.

## Berichte

### Hintergrund

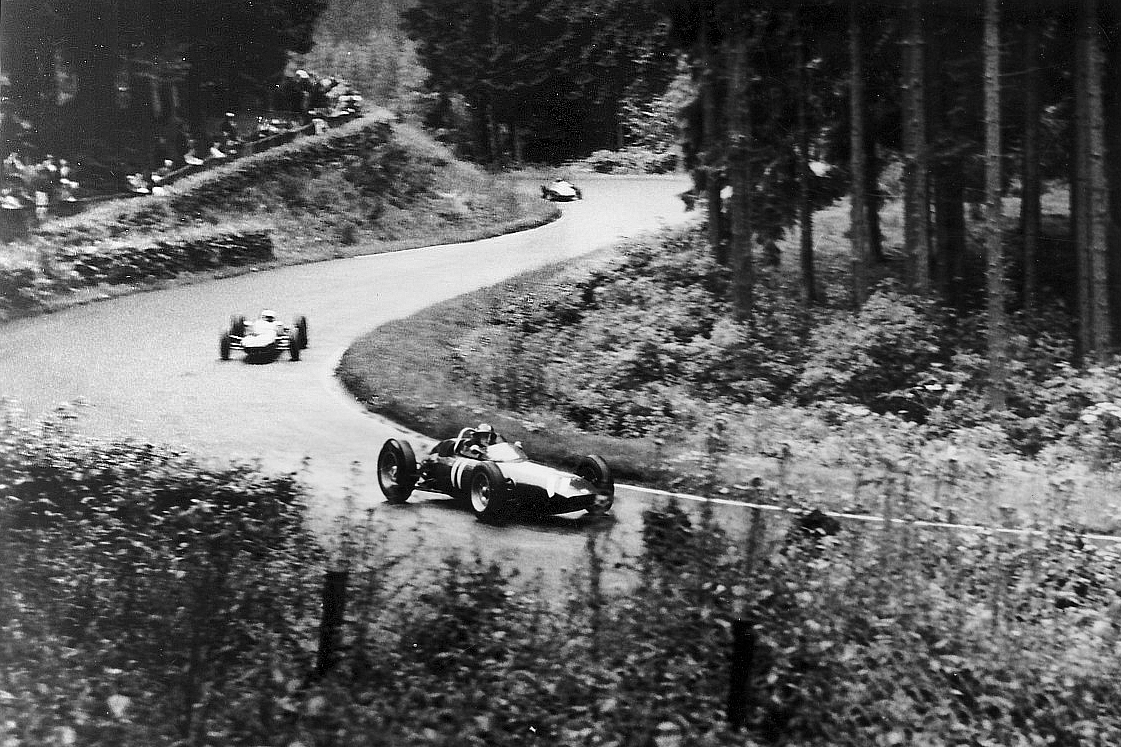
Graham Hill, Surtees und Gurney im Streckenabschnitt Hatzenbach

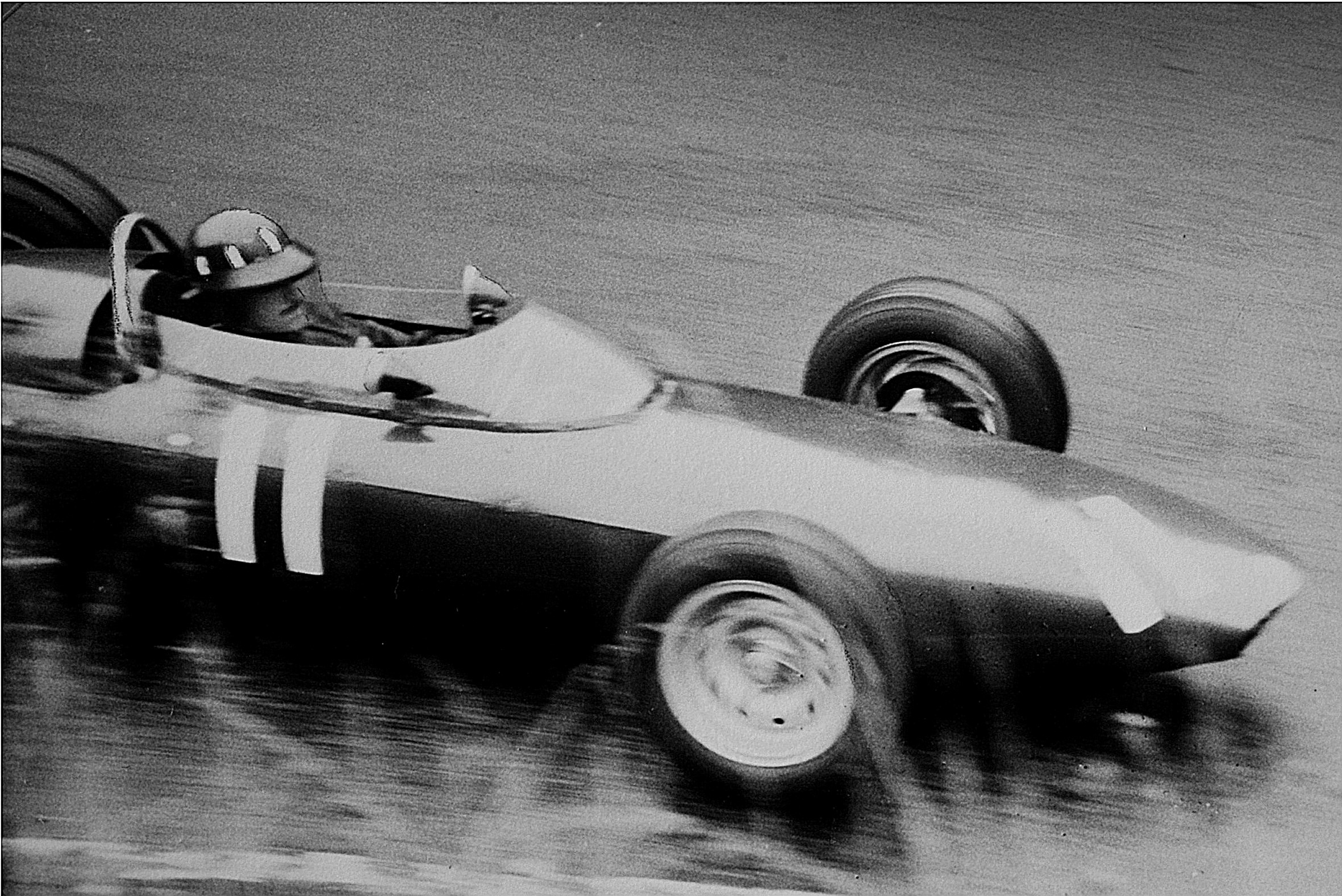
Sieger Graham Hill, beim Großen Preis von Deutschland

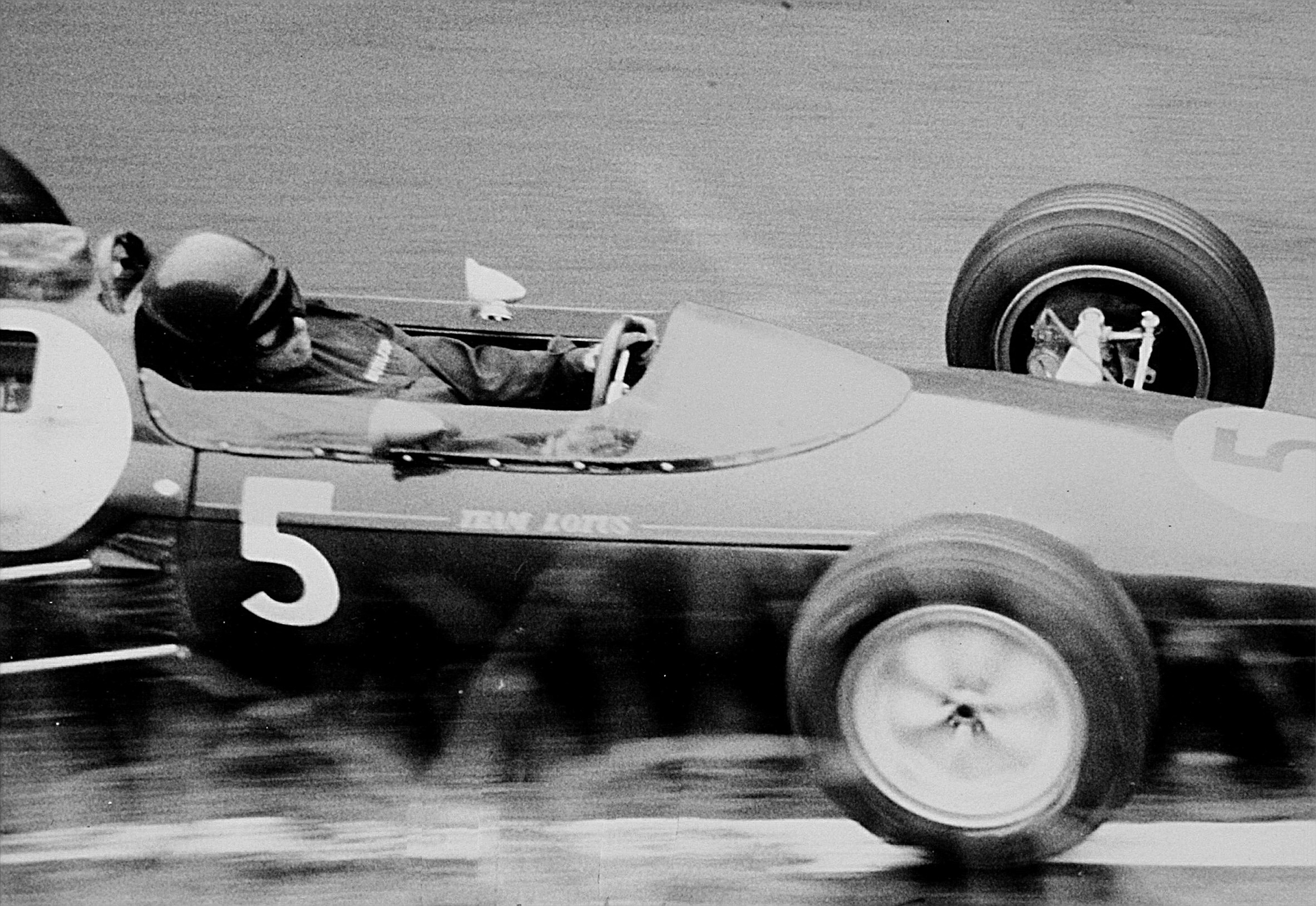
Jim Clark

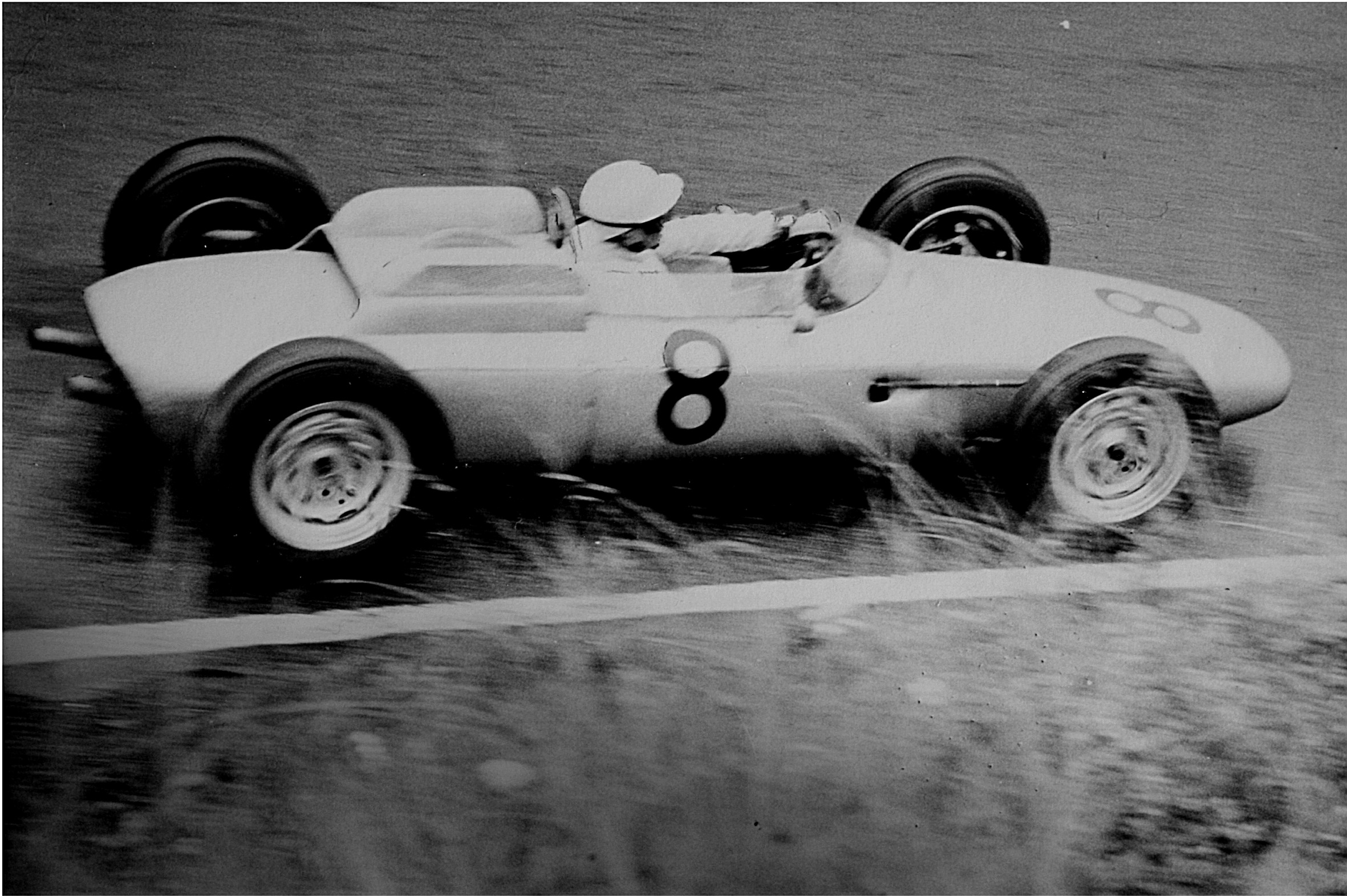
Jo Bonnier im Porsche 804

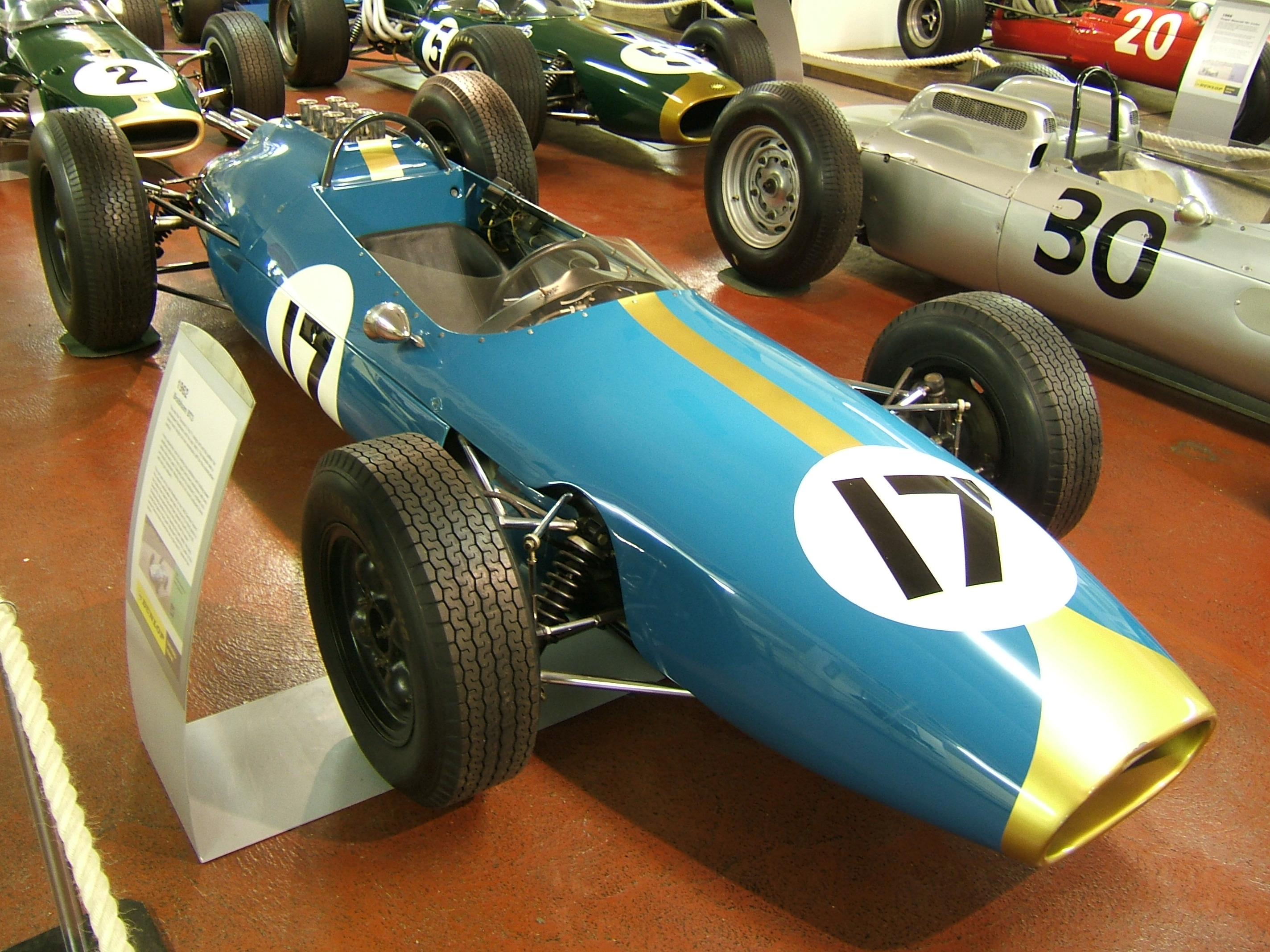
Brabham BT3 – erster Wagen des Konstrukteurs Jack Brabham – debütierte beim GP von Deutschland 1962

Nachdem Ferrari wegen eines Streiks der Metallverarbeitungsindustrie in Italien am Großen Preis von Frankreich nicht teilnehmen konnte und beim Großen Preis von Großbritannien nur mit einem Wagen gestartet war, hatte das Team bei diesem Rennen wieder alle Fahrzeuge zur Verfügung und startete mit vier Wagen für Phil Hill, Giancarlo Baghetti, Ricardo Rodríguez und Lorenzo Bandini. Baghetti, Rodríguez und Bandini kehrten nach mehreren Rennen Pause zurück in die Automobilweltmeisterschaft, für Bandini war es erst das zweite Saisonrennen.
Jack Brabham fuhr bis zum Großen Preis von Großbritannien einen privaten Lotus 24. Der von ihm selbst konstruierte Wagen seines Brabham-Teams wurde vorher noch nicht eingesetzt, weil es technische Schwierigkeiten gab. Bei diesem Rennen debütierte der Wagen und trug den Namen Brabham BT3. Anders als Lotus mit dem Lotus 25 verzichtete der Konstrukteur auf ein Monocoque und verwendete wie die übrigen Mitbewerber einen Stahlrahmen. Diese Entscheidung wurde getroffen, weil ein Monocoque bei Beschädigung zu schwer zu reparieren sei. Der Cockpitinnenraum war breiter gestaltet als bei der Konkurrenz, um dem Fahrer mehr Bewegungsfreiheit zu geben. Farblich war der Wagen an der hellblauen Verkleidung mit einem goldenen Streifen in der Mitte zu erkennen. Angetrieben wurde der Wagen von einem V8-Climax-Motor.
Weitere Veränderungen gab es bei den Teams mit privaten Wagen. Jackie Lewis fuhr sein letztes Rennen für die Ecurie Galloise, die sich aus der Automobilweltmeisterschaft zurückzog. Lewis hatte die Absicht, ein Jahr Pause vom Rennsport einzulegen, entschied sich danach aber, seine Karriere ganz zu beenden. Die Equipe Nationale Belge war ebenfalls ein letztes Mal für einen Grand Prix gemeldet, Lucien Bianchi fuhr einen ENB, den einzigen Wagen, der vom Team selbst konstruiert worden war. Auch für Wolfgang Seidel endete die Karriere in der Automobilweltmeisterschaft. Nach Streitigkeiten über das Startgeld kritisierte er den Veranstalter und erhielt daraufhin eine lebenslange Sperre, die aber nach zwei Jahren aufgehoben wurde. Doch Seidel fuhr danach keine Rennen mehr. Für sein Autosport Team Wolfgang Seidel war als zweiter Fahrer Günther Seiffert gemeldet, der sich jedoch nicht qualifizierte und auch an keinem weiteren Grand Prix teilnahm. Bernard Collomb fuhr in einem Cooper T53 sein letztes Saisonrennen, Keith Greene für Gilby Engineering das erste in einem Gilby 62. Die Ecurie Filipinetti meldete drei Wagen, Jo Siffert fuhr einen Lotus 21, Heinz Schiller einen Lotus 24 und Heini Walter einen Porsche 718. Für Schiller und Walter war es die einzige Rennteilnahme. Außerdem fuhr Maurice Trintignant erneut für das Rob Walker Racing Team und Nino Vaccarella für die Scuderia SSS Republica di Venezia.
Kein ehemaliger Sieger nahm am Großen Preis von Deutschland teil, bei den Konstrukteuren war in den Vorjahren Ferrari fünfmal erfolgreich, Lotus einmal. In der Fahrerwertung führte Graham Hill knapp vor Jim Clark und Bruce McLaren, in der Konstrukteurswertung lag Lotus knapp vor B.R.M. und Cooper.

### Training
Im Streckenabschnitt Fuchsröhre ereignete sich ein schwerer Unfall. Eine Kamera, die am Heck des Porsche von Carel Godin de Beaufort befestigt war, löste sich vom Wagen und blieb auf der Strecke liegen. Graham Hill sah diese Kamera zu spät und fuhr darüber, wobei eine Ölleitung an seinem Wagen beschädigt wurde. Graham Hill drehte sich von der Strecke und verunfallte schwer. Tony Maggs hatte ebenfalls keine Chance auszuweichen und kam durch das auslaufende Öl ebenfalls von der Strecke ab. Beide Fahrer überstanden den Unfall unverletzt, die Fahrzeuge wurden aber stark beschädigt. Vorher hatte Graham Hill eine Zeit gefahren, die für die Qualifikation auf Rang zwei reichte, Maggs startete hingegen aus dem hinteren Feld von Rang 23.
Die Pole-Position erreichte Dan Gurney auf Porsche. Für Gurney war es die erste Pole-Position seiner Karriere, für Porsche blieb es die einzige. Erst beim Großen Preis von Bahrain 2008 stand mit BMW Sauber erneut ein deutscher Konstrukteur auf der Pole-Position. Clark wurde Dritter vor John Surtees und McLaren. Auf Platz sechs qualifizierte sich Jo Bonnier vor Richie Ginther, Beaufort und Roy Salvadori. Bester Ferrari-Fahrer war Rodríguez auf Platz zehn, insgesamt qualifizierte sich Ferrari vorwiegend im Mittelfeld.
Aus Sicherheitsgründen war das Starterfeld auf 26 Fahrzeuge begrenzt. Somit gab es bei 30 gemeldeten Fahrern vier, die sich nicht qualifizierten. Diese vier Fahrer waren Tony Shelly, Seidel, Jay Chamberlain und Seiffert. Hierbei spielte neben der gefahrenen Trainingszeit aber auch im Falle von Seidel das Startgeld eine Rolle, oder im Falle von Shelly, ob andere Fahrer wie Brabham zum Beispiel bereits im Vorfeld als qualifiziert galten.
Trevor Taylor fuhr nicht genügend Trainingsrunden um sich für das Rennen zu qualifizieren und erhielt deshalb anfangs keine Starterlaubnis. Diese Entscheidung wurde von der Rennleitung jedoch zurückgenommen und Taylor durfte vom letzten Startplatz aus ins Rennen gehen.

### Rennen
Am Renntag gab es schwere Regenfälle, die die Strecke unbefahrbar machten. Die Rennleitung entschied sich, den Start um mehr als eine Stunde zu verschieben. Als der Grand Prix dann nach einer Erkundungsrunde um 15:15 Uhr startete, war die Strecke noch immer nass und weitere Regenfälle setzten ein. Clark blieb am Start stehen, da er vergessen hatte, die Benzinpumpe seines Lotus anzuschalten, und fiel durch diesen Fehler bis ans Ende des Feldes zurück. Dadurch war Phil Hill Dritter hinter Gurney und Graham Hill. Auf den weiteren Plätzen folgten Surtees, Bonnier, McLaren und Rodríguez. Bereits während der ersten Rennrunde verunglückte Taylor und schied aus.
In der dritten Runde übernahm Graham Hill die Führung und fuhr dabei die schnellste Rennrunde. Danach verstärkte sich der Regen und die Rundenzeiten wurden insgesamt langsamer. Surtees überholte ebenfalls Gurney, der durch eine gelockerte Batterie beeinträchtigt war, und versuchte anschließend, den Abstand zu Graham Hill zu verringern. Er kam aber nie nahe genug heran, um ihn zu überholen. In der Anfangsphase des Rennens hatten auch andere Fahrer unterschiedliche technische Schwierigkeiten. Collomb, Trintignant und Salvadori fielen mit Getriebeschäden aus, an Schillers Wagen ließ der Öldruck nach. Außerdem war das Rennen für Bandini nach der vierten Rennrunde nach einem Unfall beendet. Da der Nürburgring sehr hügelig und uneben war, bekamen einige Fahrer wie in den vorhergegangenen Jahren Probleme mit den Radaufhängungen. Greene, Phil Hill und Lewis schieden deshalb aus. Auch für Brabham war der Grand Prix vorzeitig in Runde neun beendet, sein neuer Wagen hatte einen Gaspedaldefekt.
An der Spitze blieb Graham Hill konstant einige Sekunden vor Surtees, während sich dahinter Clark durch das gesamte Feld bis auf Rang vier vorgekämpft hatte. Graham Hill gewann sein zweites Saisonrennen, nachdem er bereits in Zandvoort siegreich gewesen war. Er beschrieb den Grand Prix später als eines seiner härtesten, aber auch besten Rennen, da er unter schwierigsten Bedingungen voll konzentriert fahren musste und sich dabei sowohl körperlich als auch mental völlig erschöpft hatte. Durch den Sieg baute er seinen Vorsprung in der Fahrerwertung auf Clark, der Vierter wurde, auf sieben Punkte aus. Mit dem zweiten Platz im Rennen verbesserte sich Surtees auf Rang drei und lag damit nur zwei Punkte hinter Clark. Gurney erreichte den dritten Platz, McLaren und Rodríguez erzielten Punkte für Cooper und Ferrari.
In der Konstrukteurswertung übernahm B.R.M. die Führung vor Lotus und Cooper. Ferrari verlor weitere Plätze und lag nur noch auf Rang sechs hinter Porsche und Lola. Sowohl für Graham Hill als auch für B.R.M. blieb es der einzige Sieg beim Großen Preis von Deutschland. Alle Fahrer, die in der Saison schon Punkte erzielt hatten, hatten noch die theoretische Chance Weltmeister zu werden, bei den Konstrukteuren hatten noch alle die Chance auf die Konstrukteursweltmeisterschaft.

## Meldeliste
| Team                              | Nr. | Fahrer                  | Chassis            | Motor           | Reifen |
| --------------------------------- | --- | ----------------------- | ------------------ | --------------- | ------ |
| Scuderia Ferrari SpA SEFAC        | 01  | Phil Hill               | Ferrari 156        | Ferrari 1.5 V6  | D      |
| Scuderia Ferrari SpA SEFAC        | 02  | Giancarlo Baghetti      | Ferrari 156        | Ferrari 1.5 V6  | D      |
| Scuderia Ferrari SpA SEFAC        | 03  | Ricardo Rodríguez       | Ferrari 156        | Ferrari 1.5 V6  | D      |
| Scuderia Ferrari SpA SEFAC        | 04  | Lorenzo Bandini         | Ferrari 156        | Ferrari 1.5 V6  | D      |
| Team Lotus                        | 05  | Jim Clark               | Lotus 25           | Climax 1.5 V8   | D      |
| Team Lotus                        | 06  | Trevor Taylor           | Lotus 24           | Climax 1.5 V8   | D      |
| Porsche System Engineering        | 07  | Dan Gurney              | Porsche 804        | Porsche 1.5 B8  | D      |
| Porsche System Engineering        | 08  | Jo Bonnier              | Porsche 804        | Porsche 1.5 B8  | D      |
| Cooper Car Company                | 09  | Bruce McLaren           | Cooper T60         | Climax 1.5 V8   | D      |
| Cooper Car Company                | 10  | Tony Maggs              | Cooper T55         | Climax 1.5 L4   | D      |
| Cooper Car Company                | 10  | Tony Maggs              | Cooper T60         | Climax 1.5 V8   | D      |
| Owen Racing Organisation          | 11  | Graham Hill             | BRM P57            | BRM 1.5 V8      | D      |
| Owen Racing Organisation          | 12  | Richie Ginther          | BRM P57            | BRM 1.5 V8      | D      |
| Bowmaker Racing Team              | 14  | John Surtees            | Lola Mk4           | Climax 1.5 V8   | D      |
| Bowmaker Racing Team              | 14  | John Surtees            | Lola Mk4A          | Climax 1.5 V8   | D      |
| Bowmaker Racing Team              | 15  | Roy Salvadori           | Lola Mk4           | Climax 1.5 V8   | D      |
| Brabham Racing Organisation       | 16  | Jack Brabham            | Brabham BT3        | Climax 1.5 V8   | D      |
| Rob Walker Racing Team            | 28  | Maurice Trintignant     | Lotus 24           | Climax 1.5 V8   | D      |
| Ecurie Maarsbergen                | 18  | Carel Godin de Beaufort | Porsche 718        | Porsche 1.5 B4  | D      |
| Ecurie Filipinetti                | 19  | Jo Siffert              | Lotus 21           | Climax 1.5 L4   | D      |
| Ecurie Filipinetti                | 28  | Heinz Schiller          | Lotus 24           | BRM 1.5 V8      | D      |
| Ecurie Filipinetti                | 32  | Heini Walter            | Porsche 718        | Porsche 1.5 B4  | D      |
| Ecurie Galloise                   | 20  | Jackie Lewis            | Cooper T53         | Climax 1.5 L4   | D      |
| Equipe Nationale Belge            | 21  | Lucien Bianchi          | ENB                | Maserati 1.5 L4 | D      |
| Anglo-American Equipe             | 25  | Ian Burgess             | Cooper T53 Special | Climax 1.5 L4   | D      |
| Scuderia SSS Republica di Venezia | 26  | Nino Vaccarella         | Porsche 718        | Porsche 1.5 B4  | D      |
| Gilby Engineering                 | 27  | Keith Greene            | Gilby 62           | BRM 1.5 V8      | D      |
| John Dalton                       | 29  | Tony Shelly             | Lotus 18/21        | Climax 1.5 L4   | D      |
| Ecurie Excelsior                  | 30  | Jay Chamberlain         | Lotus 18           | Climax 1.5 L4   | D      |
| Bernard Collomb                   | 31  | Bernard Collomb         | Cooper T53         | Climax 1.5 L4   | D      |
| Autosport Team Wolfgang Seidel    | 34  | Wolfgang Seidel         | Lotus 24           | BRM 1.5 V8      | D      |
| Autosport Team Wolfgang Seidel    | 34  | Günther Seiffert        | Lotus 24           | BRM 1.5 V8      | D      |

Anmerkungen
1. 1 2  Tony Maggs fuhr den Cooper T60 mit der Nummer 10 in den Trainingssitzungen. Nach einem Unfall mit dem Wagen fuhr er den Cooper T55 mit der Nummer 10 im Training und im Rennen.
2. 1 2  John Surtees fuhr den Lola Mk4 mit der Nummer 24 in den Trainingssitzungen und im Rennen.
3. 1 2  Wolfgang Seidel und Günther Seiffert fuhren den Lotus mit der Nummer 24 in den Trainingssitzungen, qualifizierten sich aber beide nicht fürs Rennen.

## Klassifikationen

### Startaufstellung
| Pos. | Fahrer                  | Konstrukteur   | Zeit    | Ø-Geschwindigkeit | Start |
| ---- | ----------------------- | -------------- | ------- | ----------------- | ----- |
| 01   | Dan Gurney              | Porsche        | 8:47,2  | 155,76 km/h       | 01    |
| 02   | Graham Hill             | B.R.M.         | 8:50,2  | 154,88 km/h       | 02    |
| 03   | Jim Clark               | Lotus-Climax   | 8:51,2  | 154,59 km/h       | 03    |
| 04   | John Surtees            | Lola-Climax    | 8:57,5  | 152,77 km/h       | 04    |
| 05   | Bruce McLaren           | Cooper-Climax  | 9:00,7  | 151,87 km/h       | 05    |
| 06   | Jo Bonnier              | Porsche        | 9:04,0  | 150,95 km/h       | 06    |
| 07   | Richie Ginther          | B.R.M.         | 9:05,9  | 150,42 km/h       | 07    |
| 08   | Carel Godin de Beaufort | Porsche        | 9:12,9  | 148,52 km/h       | 08    |
| 09   | Roy Salvadori           | Lola-Climax    | 9:14,1  | 148,20 km/h       | 09    |
| 10   | Ricardo Rodríguez       | Ferrari        | 9:14,2  | 148,17 km/h       | 10    |
| 11   | Maurice Trintignant     | Lotus-Climax   | 9:19,0  | 146,90 km/h       | 11    |
| 12   | Phil Hill               | Ferrari        | 9:24,7  | 145,42 km/h       | 12    |
| 13   | Giancarlo Baghetti      | Ferrari        | 9:28,1  | 144,54 km/h       | 13    |
| 14   | Heini Walter            | Porsche        | 9:30,0  | 144,06 km/h       | 14    |
| 15   | Nino Vaccarella         | Porsche        | 9:33,8  | 143,11 km/h       | 15    |
| 16   | Ian Burgess             | Cooper-Climax  | 9:39,2  | 141,77 km/h       | 16    |
| 17   | Jo Siffert              | Lotus-Climax   | 9:39,3  | 141,75 km/h       | 17    |
| 18   | Lorenzo Bandini         | Ferrari        | 9:39,7  | 141,65 km/h       | 18    |
| 19   | Keith Greene            | Gilby-B.R.M.   | 9:47,1  | 139,87 km/h       | 19    |
| 20   | Heinz Schiller          | Lotus-B.R.M.   | 9:51,9  | 138,73 km/h       | 20    |
| 21   | Jackie Lewis            | Cooper-Climax  | 9:58,0  | 137,32 km/h       | 21    |
| 22   | Bernard Collomb         | Cooper-Climax  | 10:09,7 | 134,68 km/h       | 22    |
| 23   | Tony Maggs              | Cooper-Climax  | 10:21,2 | 132,19 km/h       | 23    |
| 24   | Jack Brabham            | Brabham-Climax | 10:21,6 | 132,10 km/h       | 24    |
| 25   | Lucien Bianchi          | ENB-Maserati   | 10:40,7 | 128,17 km/h       | 25    |
| 26   | Trevor Taylor           | Lotus-Climax   | 9:57,0  | 137,55 km/h       | 26    |
| DNQ  | Tony Shelly             | Lotus-Climax   | 10:18,6 | 132,74 km/h       | –     |
| DNQ  | Wolfgang Seidel         | Lotus-B.R.M.   | 10:38,2 | 128,67 km/h       | –     |
| DNQ  | Jay Chamberlain         | Lotus-Climax   | 11:12,9 | 122,03 km/h       | –     |
| DNQ  | Günther Seiffert        | Lotus-B.R.M.   | 11:38,9 | 117,49 km/h       | –     |

### Rennen
| Pos. | Fahrer                  | Konstrukteur   | Runden | Stopps | Zeit      | Start | Schnellste Runde |
| ---- | ----------------------- | -------------- | ------ | ------ | --------- | ----- | ---------------- |
| 01   | Graham Hill             | B.R.M.         | 15     |        | 2:38:45,3 | 02    | 10:12,2          |
| 02   | John Surtees            | Lola-Climax    | 15     |        | + 2,5     | 04    | 10:15,2          |
| 03   | Dan Gurney              | Porsche        | 15     |        | + 4,4     | 01    | 10:13,9          |
| 04   | Jim Clark               | Lotus-Climax   | 15     |        | + 42,1    | 03    | 10:13,5          |
| 05   | Bruce McLaren           | Cooper-Climax  | 15     |        | + 1:19,6  | 05    | 10:17,7          |
| 06   | Ricardo Rodríguez       | Ferrari        | 15     |        | + 1:23,8  | 10    | 10:24,4          |
| 07   | Jo Bonnier              | Porsche        | 15     |        | + 4:37,3  | 06    | 10:26,9          |
| 08   | Richie Ginther          | B.R.M.         | 15     |        | + 5:00,1  | 07    | 10:28,6          |
| 09   | Tony Maggs              | Cooper-Climax  | 15     |        | + 5:07,0  | 23    | 10:27,8          |
| 10   | Giancarlo Baghetti      | Ferrari        | 15     |        | + 8:14,7  | 13    | 10:51,2          |
| 11   | Ian Burgess             | Cooper-Climax  | 15     |        | + 8:15,3  | 16    | 10:36,6          |
| 12   | Jo Siffert              | Lotus-Climax   | 15     |        | + 8:18,5  | 17    | 10:37,4          |
| 13   | Carel Godin de Beaufort | Porsche        | 15     |        | + 9:11,8  | 08    | 10:52,7          |
| 14   | Heini Walter            | Porsche        | 14     |        | + 1 Runde | 14    | 11:03,3          |
| 15   | Nino Vaccarella         | Porsche        | 14     |        | + 1 Runde | 15    | 11:13,1          |
| 16   | Lucien Bianchi          | ENB-Maserati   | 14     |        | + 1 Runde | 25    | 11:45,8          |
| –    | Jackie Lewis            | Cooper-Climax  | 10     |        | DNF       | 21    | 11:13,1          |
| –    | Jack Brabham            | Brabham-Climax | 9      |        | DNF       | 24    | 10:46,2          |
| –    | Phil Hill               | Ferrari        | 9      |        | DNF       | 12    | 10:26,9          |
| –    | Keith Greene            | Gilby-B.R.M.   | 7      |        | DNF       | 19    | 10:51,5          |
| –    | Heinz Schiller          | Lotus-B.R.M.   | 4      |        | DNF       | 20    | 11:59,6          |
| –    | Roy Salvadori           | Lola-Climax    | 4      |        | DNF       | 09    | 11:13,2          |
| –    | Lorenzo Bandini         | Ferrari        | 4      |        | DNF       | 18    | 10:49,9          |
| –    | Maurice Trintignant     | Lotus-Climax   | 4      |        | DNF       | 11    | 12:47,9          |
| –    | Bernard Collomb         | Cooper-Climax  | 3      |        | DNF       | 22    | 13:23,8          |
| –    | Trevor Taylor           | Lotus-Climax   | 0      | –      | DNF       | 26    | –                |

## WM-Stände nach dem Rennen
Die ersten sechs des Rennens bekamen 9, 6, 4, 3, 2, 1 Punkte. Es zählten nur die fünf besten Ergebnisse aus neun Rennen. In der Konstrukteurswertung zählten dabei nur die Punkte des bestplatzierten Fahrers eines Teams.

### Fahrerwertung
| Pos. | Fahrer                  | Konstrukteur  | Punkte |
| ---- | ----------------------- | ------------- | ------ |
| 01   | Graham Hill             | B.R.M.        | 28     |
| 02   | Jim Clark               | Lotus-Climax  | 21     |
| 03   | John Surtees            | Lola-Climax   | 19     |
| 04   | Bruce McLaren           | Cooper-Climax | 18     |
| 05   | Phil Hill               | Ferrari       | 14     |
| 06   | Dan Gurney              | Porsche       | 13     |
| 07   | Tony Maggs              | Cooper-Climax | 9      |
| 08   | Trevor Taylor           | Lotus-Climax  | 6      |
| 09   | Lorenzo Bandini         | Ferrari       | 4      |
| 10   | Richie Ginther          | B.R.M.        | 4      |
| 11   | Ricardo Rodríguez       | Ferrari       | 4      |
| 12   | Giancarlo Baghetti      | Ferrari       | 3      |
| 13   | Jack Brabham            | Lotus-Climax  | 3      |
| 14   | Jo Bonnier              | Porsche       | 2      |
| 15   | Carel Godin de Beaufort | Porsche       | 2      |
| 16   | Masten Gregory          | Lotus-Climax  | 0      |
| 17   | Willy Mairesse          | Ferrari       | 0      |
| 18   | Maurice Trintignant     | Lotus-Climax  | 0      |

| Pos. | Fahrer              | Konstrukteur    | Punkte |
| ---- | ------------------- | --------------- | ------ |
| 19   | Lucien Bianchi      | Lotus-Climax    | 0      |
| 20   | Jo Siffert          | Lotus-Climax    | 0      |
| 21   | John Campbell-Jones | Lotus-Climax    | 0      |
| 22   | Jackie Lewis        | Cooper-Climax   | 0      |
| 23   | Tony Settember      | Emeryson-Climax | 0      |
| 24   | Ian Burgess         | Cooper-Climax   | 0      |
| 25   | Jay Chamberlain     | Lotus-Climax    | 0      |
| 26   | Innes Ireland       | Lotus-Climax    | 0      |
| 27   | Heini Walter        | Porsche         | 0      |
| 28   | Nino Vaccarella     | Porsche         | 0      |
| –    | Roy Salvadori       | Lola-Climax     | 0      |
| –    | Wolfgang Seidel     | Emeryson-Climax | 0      |
| –    | Ben Pon             | Porsche         | 0      |
| –    | Tony Shelly         | Lola-Climax     | 0      |
| –    | Keith Greene        | Gilby-B.R.M.    | 0      |
| –    | Heinz Schiller      | Lotus-B.R.M.    | 0      |
| –    | Bernard Collomb     | Cooper-Climax   | 0      |

### Konstrukteurswertung
| Pos. | Konstrukteur | Punkte  |
| ---- | ------------ | ------- |
| 01   | B.R.M.       | 31 (32) |
| 02   | Lotus        | 27      |
| 03   | Cooper       | 23      |
| 04   | Lola         | 19      |

| Pos. | Konstrukteur | Punkte |
| ---- | ------------ | ------ |
| 05   | Porsche      | 16     |
| 06   | Ferrari      | 14     |
| 07   | Emeryson     | 0      |